# 日內瓦鎮區 (內布拉斯加州菲爾莫爾縣)
日內瓦鎮區（英語：Geneva Township）是位於美國內布拉斯加州菲爾莫爾縣的一個行政鎮區。

## 地方資料
日內瓦鎮區的面積為93.17平方千米，皆為陸地。根據2020年美國人口普查的數據，當地共有人口1213人，而人口密度為每平方千米13.02人。